# Reichswirtschaftsamt

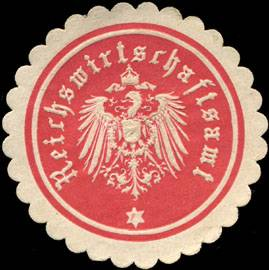
Siegelmarke Reichswirtschaftsamt

Das Reichswirtschaftsamt war eine Reichsbehörde im Deutschen Kaiserreich. Es entstand am 23. Oktober 1917 und kümmerte sich um die wirtschaftlichen und sozialpolitischen Angelegenheiten des Reiches. Diese waren zuvor dem Reichsamt des Innern zugeordnet. Ihm stand ein Staatssekretär vor, der gegenüber dem Reichskanzler weisungsgebunden war.
| Name                                              | Amtsantritt | Ende der Amtszeit |
| ------------------------------------------------- | ----------- | ----------------- |
| Rudolf Schwander (kommissarisch)                  | 1917        | 1917              |
| Hans Karl Freiherr von Stein zu Nord- und Ostheim | 1917        | 1918              |
| August Müller                                     | 1918        | 1919              |

Bereits ein Jahr später gingen die sozialpolitischen Aufgaben an das neu gegründete Reichsarbeitsamt. In der Weimarer Republik wurden die Aufgaben der Reichsbehörde vom Reichsministerium für Wirtschaft übernommen.